# Iqraam Rayners
Iqraam Rayners (Città del Capo, 19 dicembre 1995) è un calciatore sudafricano, attaccante del M. Sundowns e della nazionale sudafricana.

## Caratteristiche tecniche
Attaccante rapido e versatile, è capace di agire sia da centravanti che da ala destra in un tridente offensivo. Le sue qualità principali risiedono nella freddezza sotto porta, nella capacità di attaccare la profondità e nella rapidità nello stretto. Si distingue per le abilità nel gioco aereo e per la precisione sotto porta, soprattutto con il destro. È considerato uno dei migliori attaccanti sudafricani della nuova generazione per la sua costanza realizzativa e per la capacità di adattarsi a diversi schemi offensivi.

## Carriera

### Club

#### Gli inizi
Cresciuto tra le giovanili del Kenpark United, nel 2011 si è unito all'Under-17 del Santos Cape Town. Ha debuttato in prima squadra durante la stagione nel 2014, venendo impegnato occasionalmente come terzino o esterno dal tecnico Zeca Marques.
Dopo un triennio a Città del Capo, nel 2017 si unisce Stellenbosch, squadra militante nella National First Division. Nel club, acquisisce subito un ruolo fondamentale negli schemi del tecnico Steve Barker, tanto da laurearsi miglior marcatore della National First Division 2018-2019 e conquistando il titolo di seconda serie. La stagione successiva esordisce in Premier Division, collezionando 5 reti.

#### Esperienze in massima serie
Le sue prestazioni interessando a diversi club della massima serie, tanto che nell'estate 2020 si unisce al SuperSport Utd, quarto nella stagione precedente. Tuttavia con i blues, fatica a trovare spazio negli schemi del tecnico Gavin Hunt.
Nel 2023 fa ritorno allo Stellenbosch, con i quali conquista la Coppa di Lega sudafricana 2023.
Nell'agosto 2024 viene ufficalizzato l'acquisto da parte del M. Sundowns, con il pagamento della clausola rescissoria imposta dagli stellies di 10 milioni di Rand sudafricani. Al termine della stagione, ha conquistato il suo primo campionato sudafricano, da secondo marcatore più prolifico della squadra dopo Lucas Ribeiro Costa.
Nel giugno 2025 è stato inserito tra i convocati in vista del Mondiale per Club FIFA 2025, disputato negli Stati Uniti dal 17 al 25 giugno. Nella partita di apertura del Gruppo F contro l’Ulsan HD, ha segnato l'unica rete decisiva della sfida al 36º, conquistando il premio di Man of the match, consentendo al Mamelodi Sundowns di conquistare la prima vittoria di una squadra africana nella nuova formula del torneo. Nel secondo incontro contro il Borussia Dortmund che ha visto la sconfitta dei sudafrani per 4-3, Rayners ha siglato un'altra rete, diventando il primo giocatore sudafricano a realizzare due reti nello stesso Mondiale per Club FIFA.

### Nazionale
Rayners è stato convocato dalla nazionale sudafricana per la Coppa COSAFA 2023, dove ha fatto il suo debutto internazionale. Il ritorno con la maglia della nazionale è avvenuto nel marzo 2024, in occasone delle amichevoli internazionali della FIFA Series, contro Andorra e Algeria. 
Successivamente, è stato incluso nella rosa dei convocati per le qualificazioni ai Mondiali FIFA 2026 contro Nigeria e Zimbabwe, guadagnandosi la fiducia del commissario tecnico Hugo Broos dopo le buone prestazioni con i M. Sundowns.. A novembre 2024, ha segnato la prima rete nelle qualificazioni per la Coppa d’Africa 2025 contro il Sudan del Sud.

## Palmarès

### Club

#### Competizioni nazionali
- National First Division: 1

Stellenbosch: 2018-2019
- Coppa di Lega sudafricana: 1

Stellenbosch: 2023
- Campionato sudafricano: 1

Mamelodi Sundowns: 2024-2025

### Individuale
- Capocannoniere della National First Division: 1

2018-2019 (19 reti)
- Capocannoniere della Coppa di Lega sudafricana: 1

2024 (4 reti)